# Оберон (спътник)
Вижте пояснителната страница за други значения на Оберон.
Оберон е най-външният от големите спътници на Уран. Открит е на 11 януари 1787 г. от Уилям Хершел. Понякога спътникът е обозначаван и като Уран IV. Той е втори по големина и маса Уранов спътник и деветият най-масивен в Слънчевата система. Оберон се намира извън магнитосферата на планетата.
Спътникът е съставен от равни количества скали и лед и най-вероятно има каменно ядро, обвито от ледена мантия. Възможно е наличие на воден слой на границата между мантията и ядрото. Повърхността му, която е тъмно червена на цвят, е оформена от сблъсъци с астероиди и комети. Покрит е от множество кратери, които могат да достигнат до 210 km в диаметър. Вероятно Оберон е създал акреционен диск около Уран след формирането му.
Към 2009 г. Урановата спътникова система е изучавана само веднъж от сондата Вояджър 2 през януари 1986 г. Космическият апарат е направил няколко снимки, които позволяват картографиране на около 40% от повърхността му.

## Откриване
Оберон е открит на 11 януари 1787 г. от Уилям Хершел, същата година, в която той открива най-големия спътник на Уран - Титания. По-късно съобщава за още 4 спътника, които се оказват погрешни наблюдения. Забележително е, че 50 години след Хершел, Оберон и Титания няма да бъдат наблюдавани от никой друг. Днес Оберон може да бъде наблюдаван от Земята с аматьорски телескоп.

## Наименование
Името Оберон както и имената на другите четири големи спътника на Уран са предложени от сина на Уилям Хершел – Джон Хершел, през 1852 г. по молба на Уилям Ласел, който през 1851 г. открива Ариел и Умбриел (виж тук за повече информация). Оберон носи името на царя на феите от шекспировата драма „Сън в лятна нощ“, също както и останалите спътници на Уран носят имена на герои от произведенията на Уилям Шекспир или Александър Поуп. Понякога Оберон бива наричан Уран 4.

## Физически характеристики
Единствените близки снимки на спътника са изпратени от апарата Вояджър 2, който посети урановата система през януари 1986 г. Поради разположението на спътника и слънцето на апарата се удаде да заснеме само южното полукълбо.
Оберон се състои приблизително от 50% лед, 30% силикатни скали и 20% метан и други въглеводороди. Повърхността на спътника е стара и се наблюдават многобройни кратери при липса на геологична активност. Наличен е тъмен материал с неизвестен състав, покриващ дъното на повечето кратери.
Учените са установили следните геологични черти на Оберон: пропасти и кратери